# شارلین سانتوس سان پدرو

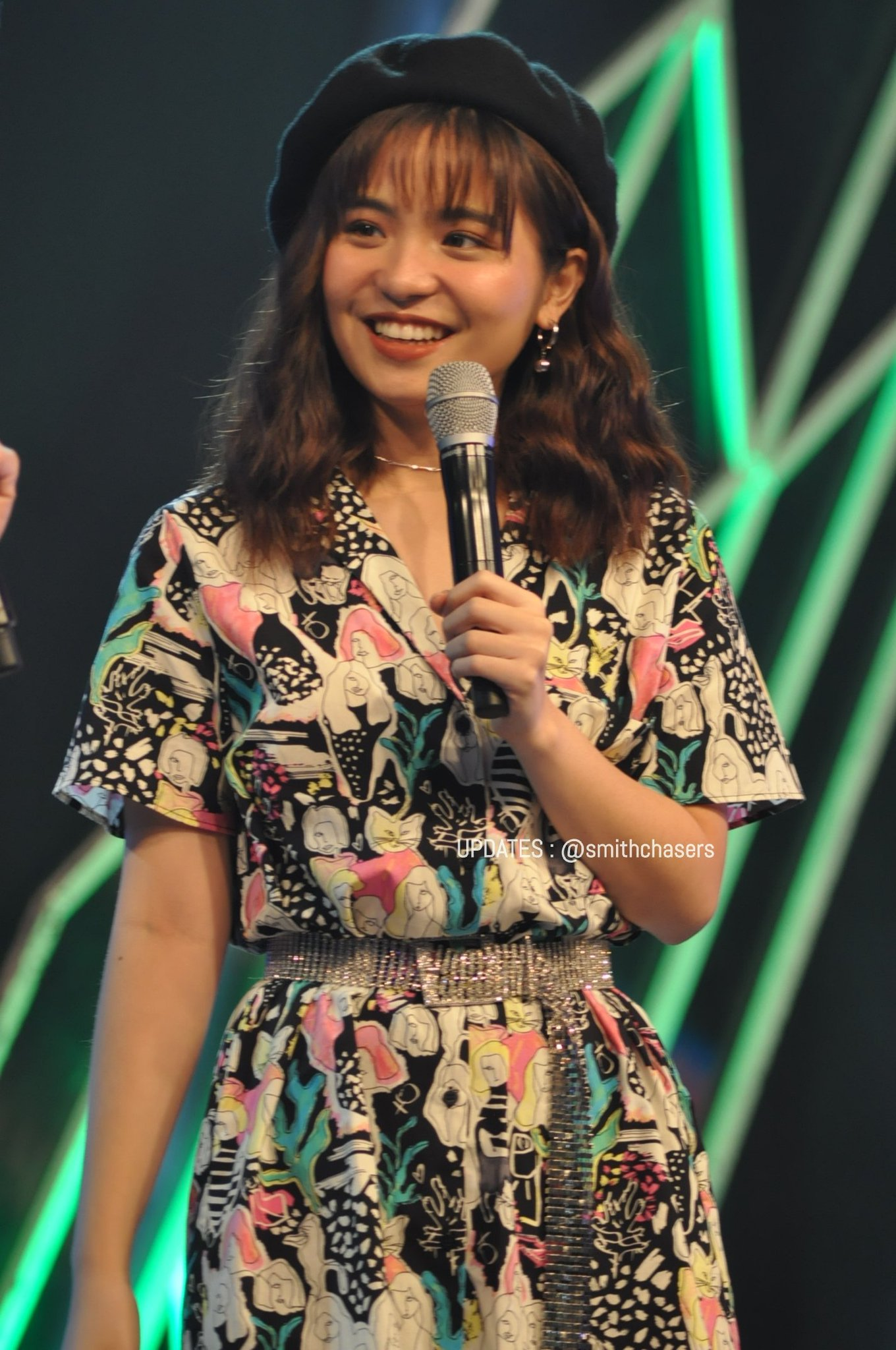

شارلین سانتوس سان پدرو (زاده ۵ آوریل ۱۹۹۹) بازیگر، خواننده و مجری تلویزیون فیلیپینی است. سن پدرو اولین جایزه بازیگری خود را به عنوان «محبوب‌ترین بازیگر زن کودک» توسط بنیاد بورسیه یادبود گیلرمو مندوزا در سال ۲۰۰۹ دریافت کرد. در سال ۲۰۱۲، سان پدرو در هفدهمین جوایز تلویزیونی آسیا به عنوان بهترین بازیگر نقش اول زن درام برای بازی در نقش یک مادر نوجوان نامزد شد.